# マツバガニ
マツバガニ（松葉蟹、学名：Hypothalassia armata）は、エビ目オウギガニ科のカニ。
なお、ケセンガニ科（クモガニ科）に属するズワイガニのことを「マツバガニ」と呼ぶ地方もある。ズワイガニのほうが知名度が高いため「マツバガニ」は本種の標準和名としてよりもズワイガニの俗称として用いられることが一般的である。

## 特徴
大型のカニで、先の黒い棘が多いのが特徴。ハサミの先も黒い。甲幅は12cmから15cmほど。

## 分布
房総半島以南から九州沿岸、オーストラリアなどの海底50-100mに分布する。世界的には食用にする地域もある。